# Misetus borealis
Misetus borealis là một loài tò vò trong họ Ichneumonidae.